# Kamaladevi Chattopadhyay
Pour les articles homonymes, voir Chattopadhyay.
Kamaladevi Chattopadhyay, née le 3 avril 1903, morte le 29 octobre 1988, est une militante indienne pour l’indépendance, puis dans le domaine social et culturel, ainsi que pour les droits des femmes. On se souvient notamment d'elle, outre sa contribution au mouvement pour l'indépendance de l'Inde, pour avoir été la force motrice de la renaissance de l'artisanat, des métiers à tisser ainsi que du théâtre indien dans l'Inde indépendante.

## Biographie
Née le 3 avril 1903 à Mangalore, Kamaladevi Chattopadhyay est la quatrième et plus jeune fille de ses parents. Son père, Ananthayya Dhareshwar, était un fonctionnaire de Mangalore, et sa mère, Girijabai, appartient à une famille de brahmanes propriétaires terriens sur la Côte de Kanara. La grand-mère paternelle de Kamaladevi connaissait bien les épopées et les épopées indiennes anciennes (purana). Ses parents étaient liés d'amitié avec de nombreux combattants de la liberté et intellectuels éminents, hommes ou femmes, tels que Gopal Krishna Gokhale, ou Annie Besant, suscitant ainsi chez la jeune Kamaladevi un enthousiaste précoce pour le mouvement nationaliste swadeshi.
Sa sœur aînée, Saguna, meurt dans son adolescence, victime d’un féminicide, peu après son mariage précoce, ainsi que son père.
Elle-même est mariée en 1917 à l'âge de 14 ans, mais devient veuve deux ans plus tard.
Elle découvre et étudie les traditions des arts du spectacle du kerala, tel que le kutiyattam.
À l'âge de vingt ans, en 1923, elle se remarie avec un poète, acteur, dramaturge, écrivain et musicien, Harindranath Chattopadhyay (en). Leur fils unique Rama naît l'année suivante. Harin et Kamaladevi Chattopadhyay travaillent ensemble, produisant des pièces classiques et satiriques. Elle joue également dans quelques films, à une époque où le cinéma était considéré comme inapproprié pour les femmes de familles respectables. Peu de temps après leur mariage, Harin part pour Londres, et quelques mois plus tard Kamaladevi le rejoint. Elle y étudie notamment à l’université de Londres, au Bedford College, en sociologie.
Alors qu'elle était encore à Londres, elle apprend l'existence du mouvement de non-coopération du Mahatma Gandhi en 1923, et elle retourne rapidement en Inde. Elle y rejoint une organisation gandhienne, Seva Dal.
En 1926, elle rencontre Margaret Cousins, fondatrice de la All India Women's Conference (AIWC), ou Conférence de toutes les femmes Indiennes, dont elle devient une membre active. En 1927, elle rejoint également le Congrès national indien (elle défend également, au sein de ce mouvement, les droits des femmes et les actions nécessaires sur la condition féminine). Elle est la première femme à être candidate à un mandat législatif (mais n’est pas élue).
En 1930, elle fait partie de l'équipe de sept membres, menant la marche du sel, une marche symbolique, à pied, de 386 km lancée par Mahatma Gandhi, pour protester contre une taxe instaurée sur le sel, et plus généralement contre le pouvoir colonisateur anglais. Elle est arrêtée et effectue quelques mois de prison,. Entre-temps, elle s’est séparée et a divorcé d'Harindranath Chattopadhyay.
La Seconde Guerre mondiale éclate, interrompant pendant quelques années le processus de décolonisation de l’Inde.
En 1947, l'indépendance de l'Inde entraîne dans son sillage la Partition des Indes. Elle prend à bras-le-corps le problème des réfugiés pakistanais, et favorise l’accueil d’une partie de ces réfugiés à Faridabad, à la périphérie de Delhi, en les faisant bénéficier d’institutions à caractère social, des coopératives (dont elle préside une union indienne) pour développer des activités économiques et des organismes de santé.
Elle œuvre ensuite pour le renouveau de l'artisanat et des métiers à tisser indiens, dans l'ère post-indépendance, et joue un rôle déterminant dans la création du All India Handicrafts Board, dont elle est également la première présidente,.
Persuadée de l’importance des arts pour la nouvelle nation, elle crée ou participe à la création de plusieurs institutions culturelles, dont l'École nationale d'art dramatique, l'Académie Sangeet Natak Akademi, le Central Cottage Industries Emporium, le Crafts Council of India, ainsi que le Natya Institute of Kathak and Choreography (NIKC), avec Maya Rao ,,.
Elle publie son autobiographie, Inner Recesses and Outer Spaces: Memoirs (Les recoins intérieurs et les espaces extérieurs : Mémoire) en 1986, et meurt le 29 octobre 1988 à Bombay, à l'âge de 85 ans.

## Récompenses et distinctions
Elle a reçu plusieurs distinctions durant son parcours. Le Gouvernement indien lui a notamment conféré les Padma Bhushan en 1955, et les Padma Vibhushan en 1987, qui sont parmi les distinctions civiles les plus importantes en République d'Inde. Elle a reçu également le prix Ramon-Magsaysay en 1966, en catégorie leadership communautaire.